# Малый Конып
Ма́лый Коны́п — деревня в Кирово-Чепецком районе Кировской области, административный центр Коныпского сельского поселения.

## География
Расстояние между Кирово-Чепецком и Малым Коныпом — 30 км. Деревня находится над низиной ложа реки Чепцы. Местность лесистая.
Железная дорога и автодорога Кирово-Чепецк — Зуевка находится в 4-х км от поселения. С Кирово-Чепецком деревня связана пригородным автобусным маршрутом № 108 Кирово-Чепецк — Здравница.

## Название
Существует две версии происхождения слова «Конып». По первой оно прочитывается из удмуртского языка: начальная часть кон восходит к «коны» (белка) и является языческим, дохристианским именем, вторая часть видоизменена под воздействием русского правила конца слова, по которому звонкие согласные в конце слова оглушаются, — так из удмуртского "ыб" (поле) возникло "ып". Дословно по данной версии "конып" в переводе с удмуртского — «поле Белки», принадлежащее человеку по имени Коньы, или просто «беличье поле». В пользу этой версии говорит то, что коренным населением этой местности были предки северных удмуртов. По другой версии слово конып означает «стоянка» в переводе с татарского языка. Это также возможно, учитывая близость земель каринских татар, живших в верхнем течении Чепцы с 1469 года.

## История
Первое упоминание о деревне Малый Конып (починок Гришинский) упоминается в писцовой книге Хлыновского уезда в 1629 году. Основными занятиями жителей являлись земледелие, скотоводство, пчеловодство, огородничество.
Согласно переписи населения 1926 года число жителей было 529 человек (99 хозяйств). В 1929 году в деревне создается коммуна «Красная Заря». В 1934 году коммуна была преобразована в колхоз «Красная Заря». После Великой Отечественной войны колхоз «Красная Заря» постепенно укрупнялся, объединил деревни, которые находились в округе в один колхоз «имени Мичурина», который после дальнейшего укрупнения был переименован в колхоз «Родина».
В 1937 году в деревне были возведены здания кардиоревматологического детского санатория «Конып» и открыта всесоюзная комсомольская здравница. В годы войн санаторий «Конып» служил приютом для сирот и эвакуированных детей. В 1980—1990 годы в санатории лечились и отдыхали дети с 7 до 15 лет (ныне он закрыт).
В 1948 году в деревню пришло электричество.
В 60-е годы при укрупнении колхозов «Красная заря» вошла в совхоз «Поломский». Однако через два года из колхоза «Родина» выделился совхоз «Поломский», в который вошло Малоконыпское отделение, в 1978 году реорганизованное в самостоятельный совхоз «Коныпский». В деревне были построены животноводческий комплекс на 1200 голов КРС, детский сад, школа, Дом культуры.
В ноябре 1979 года деревня Малый Конып стала центром сельского Совета, в который вошли деревни Большой Конып, Бондя, Исаковцы, Кабаново, Кривобор, Копово, Коршуниха, Поляны, Прокудино, ж/д разъезд «Конып», казармы 1008 км и 1012 км, детский санаторий «Конып», с общим населением 780 человек. В 1997 году Коныпский сельский Совет переименован в Коныпский сельский округ. 1 января 2006 года Коныпский сельский округ преобразован в Коныпское сельское поселение.
В 2006 году создан приходской совет. 9 мая 2006 года освящено место под строительство церкви в честь Казанской иконы Божией Матери.

## Население
| 2010 |
| ---- |
| 849  |

## Инфраструктура
В настоящее время в деревне находится СПК «Конып», Коныпская средняя школа, сельский Дом культуры. Имеется центральное газовое отопление.

## Застройка
Улицы деревни: Луговая, Новая, Первомайская, Речная, Сосновая, Труда